# Bořetín (Jindřichův Hradec-i járás)
Bořetín település Csehországban, a Jindřichův Hradec-i járásban. Bořetín Zahrádky, Strmilov és Popelín településekkel határos. Lakosainak száma 100 fő (2024. január 1.).

## Népesség
A település lakosságának változását az alábbi diagram mutatja:
| Lakosok száma | 315  | 354  | 320  | 200  | 128  | 87   | 103  | 104  | 103  | 100  |
|               | 1869 | 1890 | 1921 | 1950 | 1980 | 2001 | 2017 | 2019 | 2022 | 2024 |